# Mathilde Hertz
Mathilde Carmen Hertz (Bonn, 14 de janeiro de 1891 – Cambridge, Inglaterra, 20 de novembro de 1975) foi uma bióloga alemã, que pesquisou sobre o comportamento de animais.

## Formação
Mathilde Hertz foi a segunda filha do físico Heinrich Hertz, descobridor das ondas eletromagnéticas, e sua mulher Elisabeth, neé Doll. Por causa da morte prematura de seu pai, em 1 de janeiro de 1894, cresceu em situação de dificuldade econômica. Na primavera de 1910 obteve o Abitur no Realgymnasium em Bonn. Começou então a estudar filosofia, mas logo abandonou o curso para concluir uma formação artística nas escolas de arte em Karlsruhe (1910–1912) e Weimar (1912–1915).
A partir de 1915 trabalhou como escultora em Weimar, Berlim e Munique. Mathilde Hertz moldou vários bustos de seu pai. Um deles fica desde 1925 no pátio do prédio principal do Instituto de Tecnologia de Karlsruhe, perto da histórica Heinrich-Hertz-Hörsaal. No outono de 1918 Mathilde Hertz recebeu um cargo na biblioteca do Deutsches Museum de Munique, onde trabalhou até 1923. Como parte dessa atividade, também foi incumbida da reconstrução de dentes fósseis. O paleontólogo Ludwig Döderlein, que notou a qualidade de seu trabalho, a incentivou em 1921 a se matricular como estudante de doutorado na Universidade de Munique, o que ela fez no semestre de inverno de 1921/1922.

## Emigração
Após a chegada dos nacional-socialistas ao poder, na primavera de 1933, Mathilde Hertz foi marginalizada devido à sua descendência judaica - segundo a definição nacional-socialista - na comunidade científica: em 2 de setembro de 1933 o Ministério Prussiano de Ciência, Arte e Educação Popular notificou-a da revogação de sua licença de ensino, de acordo com o parágrafo 3 da Lei sobre a Restauração do Serviço Público Profissional de 7 de abril de 1933. Ela pode continuar seu trabalho de pesquisa no Instituto Kaiser Wilhelm por enquanto, apesar de também ser demitida sob a Lei da Função Pública Profissional, devido a uma permissão excepcional, que recebeu graças ao apoio de Max Planck: Depois que o instituto, por pressão do ministério, a avisou da demissão a partir de 31 de dezembro de 1931, por causa do contínuo compromisso de Planck em seu favor, uma carta de 3 de janeiro de 1934, emitida pelo ministro do Interior do Reich, concedeu-lhe permissão para continuar a serviço do Instituto Kaiser Wilhelm. A base foi um regulamento que permitia ao Ministro do Interior do Reich exceções em casos individuais, desde que "necessidades administrativas urgentes", nas quais Planck tivesse invocado, argumentasse que "considerações administrativas urgentes" exigiriam a licença de Mathilde Hertz, uma vez que o trabalho psicológico animal que ela cultivou não pôde ser realizado por nenhuma outra parte.
Em 1935 Mathilde Hertz decidiu se mudar para a Grã-Bretanha, embora sua posição em Berlim tenha sido inicialmente garantida por um período ilimitado. Estabeleceu-se em Londres e Cambridge desde novembro de 1935. Ela recebeu financiamento de transição de seis meses do Council for Assisting Refugee Academics. Sua mãe e irmã Johanna Sophie Elisabeth Hertz (1887-1967) foram então morar com ela.
Após a Segunda Guerra Mundial viveu em condições precárias. Graças ao auxílio do físico Max von Laue ela recebeu uma pensão modesta em meados da década de 1950 e uma aposentadoria em 1957. Esta última foi concedida a ela no curso de um processo de reparação, no qual foi determinado que ela teria obtido pelo menos um argo de professora assistente sob outras condições políticas na Alemanha. Mathilde Hertz nunca solicitou a cidadania britânica. Morreu em Cambridge em 1975 e, de acordo com seus desejos, foi enterrada ao lado de seu pai Heinrich Hertz no Cemitério de Ohlsdorf em Hamburgo.

## Obras
- Mathilde Hertz (1925). Beobachtungen an primitiven Säugetiergebissen. Zeitschrift für Morphologie und Ökologie der Tiere. Berlin: Springer. pp. 540–584. OCLC 72887346. doi:10.1007/BF00408467
- Mathilde Hertz (1928). Wahrnehmungspsychologische Untersuchungen am Eichelhäher. Zeitschrift für vergleichende Physiologie. Berlin: [s.n.] doi:10.1007/BF00340832
- Mathilde Hertz. Die Organisation des optischen Feldes bei der Biene. Zeitschrift für vergleichende Physiologie. Berlin: [s.n.] OCLC 4668081152
- Heinrich Hertz (1977). Erinnerungen, Briefe, Tagebücher = Memoirs, letters, diaries 2. ed. Weinheim: Physik Verlag. OCLC 10023246